# Lecitholaxa
Lecitholaxa is een geslacht van vlinders van de familie Lecithoceridae.

## Soorten
- L. kumatai Gozmany, 1978
- L. thiodora (Meyrick, 1914)
- L. zopheropis (Meyrick, 1931)